# Campionato mondiale femminile di pallacanestro Under-19 2009
L'8º Campionato mondiale femminile di pallacanestro Under-19, noto anche come 2009 FIBA Under-19 World Championship for Women (in thailandese: บาสเกตบอลหญิงชิงแชมป์โลกรุ่นอายุไม่เกิน 19 ปี 2009), si è svolto in Thailandia nella città di Bangkok, dal 23 luglio al 2 agosto 2009.

## Classifica finale
| Campione del Mondo | Campione del Mondo | Campione del Mondo |
| --- | ------------------ | --- |
| Stati Uniti under 194 Prahalis, 5 Ricketts, 6 Johnson, 7 Diggins, 8 Faris, 9 Barrett, 10 Clarendon, 11 Williams, 12 Spani, 13 Ogwumike, 14 Shegog, 15 Bone, All. Carol Owens |                    | |
| Argento | Spagna             | Spagna under 194 Rodríguez, 5 Gil, 6 Ouviña, 7 Tudanca, 8 Pérez, 9 Espiau, 10 Xargay, 11 Gimeno, 12 Menéndez, 13 Bolívar, 14 Blé, 15 Gastaminza, All. Lucas Mondelo                                |
| Bronzo | Argentina          | Argentina under 194 R. Pérez, 5 González, 6 Pavicich, 7 D'Urso, 8 Boquete, 9 Budini, 10 Burani, 11 Flores, 12 Santana, 13 Kraft, 14 N. Pérez, 15 Melo, All. -                                      |
| 4. | Canada             | Canada under 194 Colley, 5 Vaughan, 6 Jobin, 7 MacDonald, 8 Plouffe, 9 Clarke, 10 Mullins, 11 Achonwa, 12 Wicijowski, 13 Dally, 14 Seabrook, 15 Alexander, All. -                                  |
| 5. | Australia          | Australia under 194 Ireland, 5 Farley, 6 Harrington, 7 Cumming, 8 Jarry, 9 Madgen, 10 Tippett, 11 Karaitiana, 12 Haughton, 13 Cambage, 14 Moult, 15 Kunek, All. -                                  |
| 6. | Russia             | Russia under 194 Panevina, 5 Ostrouchova, 6 Tarasova, 7 Petrušina, 8 Kir'janova, 9 Zlyvko, 10 Šilova, 11 Logunova, 12 Doroševa, 13 Grigor'eva, 14 Loginova, 15 Paskalenko, All. Ol'ga Šunejkina    |
| 7. | Francia            | Francia under 194 Igoufe, 5 Konaté, 6 Plagnard, 7 Strunc, 8 Konteh, 9 Datchy, 10 Okou-Zouzouo, 11 Medenou, 12 Vernerey, 13 Thizy, 14 Minté, 15 Grossemy, All. -                                    |
| 8. | Lituania           | Lituania under 194 Gutkauskaitė, 5 Solopova, 6 Visgaudaitė, 7 Pikčiūtė, 8 Šniokaitė, 9 Kvederavičiūtė, 10 Žintikaitė, 11 Paugaitė, 12 Mažionytė, 13 Malašauskė, 14 Šikšniūtė, 15 Alminaitė, All. - |
| 9. | Brasile            | Brasile under 194 Tainá, 5 Débora, 6 Amanda, 7 Patty, 8 Joseane, 9 Tati, 10 Leila, 11 Leidilânia, 12 Fabi, 13 Damiris, 14 Kika, 15 Mônica, All. -                                                  |
| 10. | Rep. Ceca          | Rep. Ceca under 194 Kušlitová, 5 Záplatová, 6 Zavázalová, 7 Skutilová, 8 Elhotová, 9 Bartoňová, 10 Stará, 11 Bartáková, 12 Rosenbaumová, 13 Hanušová, 14 Březinová, 15 Sládková, All. -            |
| 11. | Cina               | Cina under 194 Li, 5 Zhao T., 6 Cheng, 7 Qiu, 8 Huan, 9 Zhao S., 10 Ding, 11 Gao, 12 Lu, 13 Cheng, 14 Zheng, 15 Zhang, All. -                                                                      |
| 12. | Giappone           | Giappone under 194 Ito, 5 Iwahashi, 6 Abe, 7 Onuma, 8 Osaki, 9 Yodono, 10 Motoyama, 11 Hamaguchi, 12 Niwa, 13 Fukano, 14 Kito, All. -                                                              |
| 13. | Corea del Sud      | Corea del Sud under 194 Chu, 5 Sim, 6 Kim S., 7 Park, 8 Kim G., 9 Heo, 10 Cha, 11 An, 12 Lee S., 13 Lee J., 14 Kim Mi-so, 15 Kim Min-gyeong, All. -                                                |
| 14. | Mali               | Mali under 194 Sissoko, 5 A. Maïga, 6 L. Maïga, 7 Djibo, 8 N. Traoré, 9 A. Traoré, 10 Mariko, 11 O. Coulibaly, 12 Dembelé, 13 K. Coulibaly, 15 Dabo, All. -                                        |
| 15. | Tunisia            | Tunisia under 194 Mefteh, 5 Halaili, 6 Benchickh, 7 Ben Mechlia, 8 Inoubli, 9 Kachouri, 10 Aidi, 11 Bouteraa, 12 Hichri, 13 Aremi, 14 Friji, 15 Jaballah, All. -                                   |
| 16. | Thailandia         | Thailandia under 194 Buapa, 5 Promrat, 6 Praphakan, 7 Kaichaiyapoom, 8 Kunchuan, 9 Sawatong, 10 Sangtad, 11 Doksaiyud, 12 Napasri, 13 Sevetchnan, 14 Phuko, All. -                                 |